# San Diego Christian College
El San Diego Christian College (SDCC) es una universidad privada conservadora y cristiana localizada en El Cajón, California. Fue fundada como Christian Heritage College para promover el creacionismo bíblico en la educación secundaria.

## Historia
En enero de 1970, Tim F. LaHaye, pastor de la antigua Iglesia Bautista Scott Memorial de San Diego y coautor de la serie de libros de ficciónLeft Behind, Art Peters y Henry M. Morris, discutieron sobre la necesidad de una universidad cristiana en la Costa Oeste donde los estudios podían desarrollarse en el modo del creacionismo bíblico. Ese año, las clases se iniciaron en el Christian Heritage College, apoyado por la Iglesia Bautista Scott Memorial.
El "Creation-Science Research Center" fue fundado junto con el Christian Heritage College como una división de la universidad, y dio lugar al Institute for Creation Research en 1972 en vez de una separación. Finalmente se separó y se volvió autónoma en 1981. En 1982, Christian Heritage fue acreditada por el Transnational Association of Christian Schools.
En 1984, fue acreditada por primera vez por el Western Association of Schools and Colleges (WASC). En 2005, la universidad cambió de nombre por el de San Diego Christian College.

## Educación
La universidad ofrece postgrados de Bachelor of Arts y ciencia.

### Acreditación
San Diego Christian College ha sido acreditada por la Western Association of Schools and Colleges (WASC) desde 1984. El 23 de junio de 2006, la WASC revisó el San Diego Christian College y puso su acreditación en prueba. Según otras fuentes, esto fue debido a que la universidad no podía demostrar su "autonomía." El 2 de febrero de 2007, la comisión encontró que la universidad había tomado un "número de pasos significantes y positivos" en mejorar ese problema, pero aún no llenaban ese requisito, por lo que tuvieron que revaluarla en la primavera de 2008. La revaluación más reciente tomó lugar en junio de 2008. San Diego Christian College recibió la confirmación de la acreditación de la WASC.

## Vida estudiantil
Los estudiantes de la SDCC compiten en la Golden State Athletic Conference del National Association of Intercollegiate Athletics en los siguientes programas deportivos: cross-country, fútbol, baloncesto, voleibol, béisbol y atletismo.